# آموزش سکولار

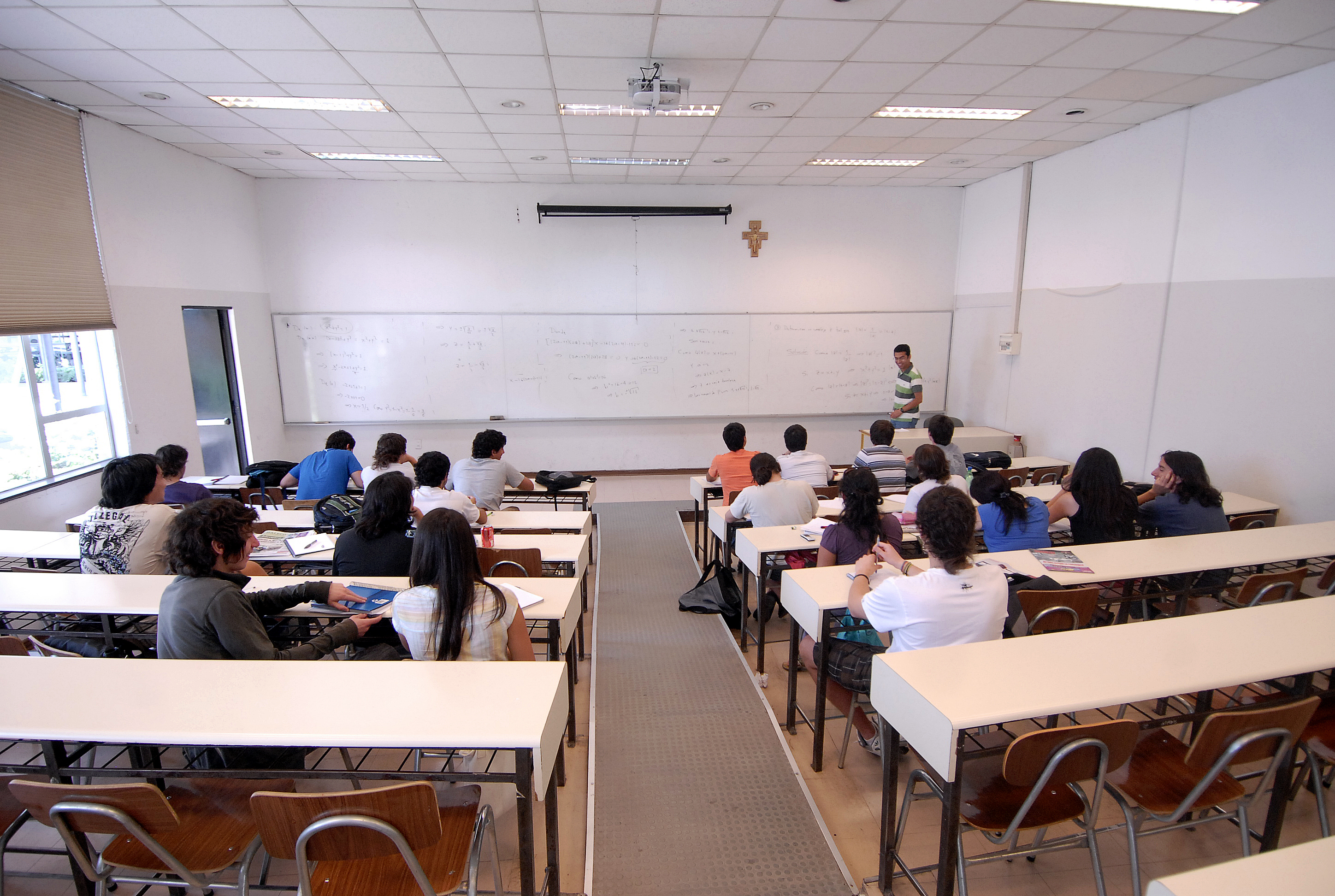
صلیبی در یک کلاس درس در دانشگاه پاپی شیلی. صلیب‌ها در کلاس‌های درس مدارس عمومی به مسئله ای مناقشه برانگیز در برخی کشورها تبدیل شده‌اند.

آموزش سکولار یک سیستم آموزش همگانی در کشورهایی با دولت سکولار یا جدایی بین دین و دولت است.
مثالی از یک سیستم آموزش و پرورش سکولار می‌تواند سیستم آموزش و پرورش همگانی فرانسه باشد، که نمادهای چشمگیر مذهبی را در مدارس قدغن کرده‌است. در حالی که برخی گروه‌های مذهبی با سکولاریسم ضدیت دارند و چنین اقداماتی رو ترویج آتئیسم می‌بینند، دیگر شهروندان مدعیند که به نمایش گذاشتن نمادهای مذهبی هر دینی تخطی از جدایی دین از سیاست و همچنین تبعیض بر ضد خداناباوران، ندانم‌گرایان و دیگر مردم غیر مذهبی محسوب می‌شود.

## اقدامات و مناقشه‌ها
- در سال ۲۰۰۹ میلادی هیئتی جدید شکل گرفت با نام لابی سکولار استرالیا[یادداشت ۲] تا آموزش و پرورش سکولار را در استرالیا ترویج کند.
- در تایلند جنوبی، سیستم آموزش و پرورش سکولار، از طُرُق تخریب مدارس و ترور معلمان در حال صدمه دیدن از طرف گروه‌های شورشی است.